# Тындалэ
Тындалэ — герой народных молдавских и румынских юмористических сказок, приятель Пэкалэ. Имя Тындалэ происходит от глагола рум. a tîndăli, что можно перевести как «зря терять время» или «работать очень медленно и лениво». В отличие от юркого Пэкалэ, Тындалэ лодырь, который весь день спит и ничего не делает. Вместе они  шутят над собой, высмеивают глупость, ложь и жадность, отстаивают добро и справедливость.
Сказки про Тындалэ и Пэкалэ были переведены на французский, немецкий, русский, украинский и другие языки мира.